# NGC 40

NGC 40

إن جي سي 40 (NGC 40) والمعروف أيضا باسم سديم ربطة العنق و كالدويل 2، هو سديم كوكبي اكتشفه وليام هيرشل في 25 نوفمبر 1788 ، ويتكون من غاز ساخن يحوم حول نجم ميت. وقد طرد النجم طبقته الخارجية التي قد خلفت وراءها نجم أصغر ساخن بدرجة حرارة سطحية تصل حوالي 50,000 درجة مئوية. كما أن الإشعاعات الصادرة عن النجم ترفع درجة الطبقة الخارجية إلى حوالي 10,000 درجة مئوية، ويصل قطرها إلى سنة ضوئية في كل اتجاه. يقدر علماء الفلك بؤفول النجم بشكل كلي بعد حوالي 30,000 سنة من الآن العلماء ولن يبق سوى نجم قزم أبيض بحجم الأرض تقريبا.

## معرض

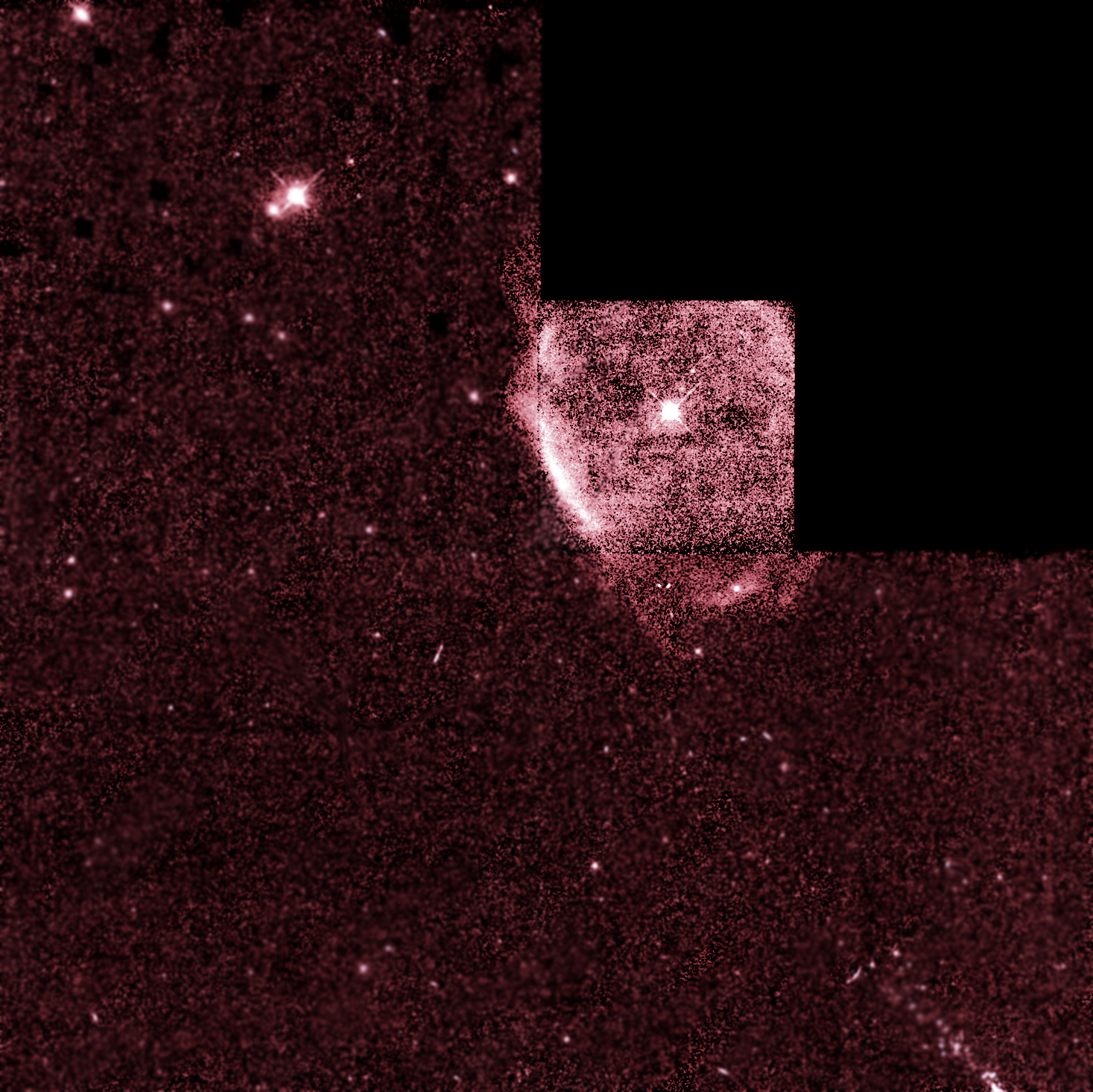
HST

## وصلات خارجية
- NGC 40 على موقع ويكي سكاي: DSS2, SDSS, GALEX, IRAS, Hydrogen α, X-Ray, Astrophoto, Sky Map, Articles and images